# Saurolophus
Saurolophus ("gušterska krijesta") bio je rod velikih hadrosaurina koji su prije 69,5-68,5 milijuna godina, tijekom kasne krede, naseljavali Sjevernu Ameriku i Aziju; pripada u rijetke rodove dinosaura čiji su ostaci pronađeni na više različitih kontinenata. Prepoznaje se po krijesti sličnoj bodlji koja mu strši prema gore i nazad iz lubanje. Saurolophus je bio biljožder koji se mogao kretati i na dvije i na četiri noge. 
Barnum Brown je 1912. opisao tipičnu vrstu, S. osborni, na osnovu fosila iz Kanade. Druga priznata vrsta, S. angustirostris, zasniva se na brojnim primjercima iz Mongolije, a opisao ju je Anatolij Konstatinovič Roždestvenski. Treća vrsta, S. "morrisi" iz Kalifornije, od 2011. je nomen nudum, a smatra se da je četvrta vrsta, S. kryschtofovici iz Kine, nomen dubium.

## Opis
Saurolophus je poznat iz ostataka u koje spadaju gotovo potpuni kosturi, koji znanstvenicima daju jasnu sliku o njegovoj anatomiji. Rjeđa vrsta pronađena u Alberti, S. osborni, imala je dužinu od 9,8 metara, a lubanja je bila duga jedan metar. Težina se procjenjuje na 1,9 tona. Mongolska vrsta, S. angustirostris, bila je veća; tipični kostur je dug oko 12 metara, a prijavljeni su i veći ostaci. Ako se izuzme veličina, te dvije vrste su u osnovi identične, a razlikovanje onemogućava i njihova nedovoljna proučenost.
Najupadljivija osobina Saurolophusa je njegova krijesta, koja je prisutna i kod mlađih jedinki, ali je manja. Duga je i nalik na bodlju, a strši prema nazad i gore pod uglom od otprilike 45 stupnjeva, počevši od očiju. Ta krijesta često se opisuje kao čvrsta, ali čini se da je bila čvrsta samo na vrhu, dok su unutarnji prolazi možda imali ulogu u disanju ili reguliranju tjelesne temperature.

## Klasifikacija
Barnum Brown, koji je opisao prve primjerke i svrstao ih u vlastitu potporodicu unutar "Trachodontidae" (=Hadrosauridae) - Saurolophinae. U to vrijeme tu su spadali i Corythosaurus i Hypacrosaurus, jedini dobro istraženi primjerci buduće potporodice Lambeosaurinae. Brown je smatrao da je Saurolophus imao proširen vrh os ischii, koji su imali i dinosauri za koje se danas smatra da spadaju u Lambeosaurines, ali izgleda da je ta os ischii zapravo pripadala nekom drugom lambeosaurinu, a ne Saurolophusu. Uz to, netočno je zaključio da krijeste kod Saurolophusa i lambeosaurina tvore iste kosti.
U većini objava prije 2010. se Saurolophus klasificirao kao pripadnik potporodice Hadrosaurinae, čiji se pripadnici često nazivaju "hadrosauri ravnih glava". Međutim, 2010. je potporodica Saurolophinae vraćena u upotrebu zato što se Hadrosaurus granao prije nego što je došlo do dijeljenja na "hadrosaurine" i lambeosaurine. Kao rezultat toga, Hadrosaurinae prema definiciji ne može uključivati tradicionalne "hadrosaurine". Saurolophinae je najstariji mogući naziv za bivši kladus "Hadrosaurinae". Saurolophus, kao što i njegovo ime kazuje, je saurolofin, jer ima zdjelicu saurolofina i (većim dijelom) čvrstu krijestu.

## Otkriće i povijest
Barnum Brown je 1911. prikupio prve opisane ostatke roda Saurolophus, uključujući i gotovo potpun kostur (AMNH 5220). Sada izložen u Američkom prirodoslovnom muzeju, taj kostur je bio prvi gotovo potpun kostur dinosaura iz Kanade. Pronađen je u stijenama iz perioda ranog maastrichtija, u gornjokredskoj formaciji Horseshoe Canyon (koja je tada bila poznata kao formacija Edmonton) u blizini skele Tolman na rijeci Red Deer u Alberti. Brown nije gubio vrijeme na opisivanje ostataka, već im je dao vlastitu potporodicu. Saurolophus je bio važna rana smjernica za ostale hadrosaure, kao što se može zaključiti na osnovu naziva Prosaurolophus ("prije Saurolophusa") i Parasaurolophus ("blizu Saurolophusa"). Međutim, pronađeno je i opisano malo dodatnih ostataka.
Umjesto toga, veća količina ostataka pronađena je u Aziji dala je više podataka. Prvobitni ostaci nisu bili obećavajući: nepotpun, fragmentaran os ischii iz Heilongjianga (Kina), kojima je Riabinin dao naziv S. kryschtofovici. Međutim, ubrzo su otkriveni mnogo bolji ostaci iz mongolske formacije Nemegt iz ranog maastrichtija. Poljsko-mongolska paleontološka ekspedicija od 1947. do 1949. prikupila je veliki kostur koji je postao S. angustirostris, kako ga je opisao Anatolij Roždestvenski. Također su otkriveni drugi kosturi jedinki u raznim stadijima rasta, a S. angustirostris se sada smatra najbrojnijim azijskim hadrosauridom.
Između 1939. i 1940. godine su u formaciji Moreno (Kalifornija) pronađena dva nepotpuna kostura. Ti primjerci označeni su kao cf. Saurolophus sp. Godine 2010. jedna od lubanja je priključena rodu Edmontosaurus. Novije istraživanje je smjestilo ta dva primjerka u novu vrstu, S. "morrisi". Budući da to istraživanje još uvijek nije objavljeno, S. "morrisi" se trenutno smatra nomen nudumom.

### Vrste
Danas se validnima smatraju dvije vrste: tipična vrsta, S. osborni, i S. angustirostris. S. osborni (Brown, 1912.) poznata je iz izvorne lubanje i kostura, te još dvije lubanje i djelića lubanje. S. angustirostris (Rozhdestvensky, 1952.) je poznata iz barem petnaest primjeraka. Razlikuje se od S. osborni po nekim osobinama lubanje, kao i po izgledu krljušti čemu svjedoče otisci njihove kože u kamenu. Mongolski primjerci su imali duže lubanje (za 20%), a prednji dio njuške bio je više usmjeren prema gore. S. angustirostris je također imao upadljiv red četvrtastih krljušti duž leđa i repa, koji su kod S. osborni bili glatki. Kod S. angustirostris su krljušti sa strane repa bile raspoređene u vertikalnim redovima, što možda ukazuje na prugasto obojenje tih dijelova tijela za vrijeme života tih životinja. Kod S. osborni je to područje tijela prekriveno radijalno raspoređenim krljuštima, što je možda pokazatelj mrljastog ili točkastog obojenja. S. kryschtofovici (Riabinin, 1930.) se ne smatra relevantnom vrstom; promatra se ili kao nomen dubium ili kao sinonim vrste S. angustirostris (iako je taj naziv stariji od S. angustirostris). Kao što je već naglašeno, vrsta S. "morrisi" se može naći u tisku, ali još uvijek nije službena vrsta.

## Paleoekologija
S. osborni je dijelio stanište formacije Horseshoe Canyon s drugim hadrosauridima Edmontosaurusom i Hypacrosaurusom, hipsilofodontom Parksosaurusom, ankilosauridom Euoplocephalusom, nodosauridom Edmontoniom, rogatim dinosaurima Montanoceratopsom, Anchiceratopsom, Arrhinoceratopsom i Pachyrhinosaurusom, pahicefalosauridom Stegocerasom, ornithomimosaurima Ornithomimusom i Struthiomimusom, raznim slabo istraženim teropodima, među koje spadaju trudontidi i dromeosauridi, kao i tiranosauridi Albertosaurus i Daspletosaurus. Dinosauri iz te formacije ponekad se nazivaju edmontonijskim i različiti su od onih u formacijama iznad i ispod. Formacija Horseshoe Canyon je bila pod znatnim utjecajem mora zbog širenja Zapadnog unutrašnjeg morskog prolaza, plitkog mora koje je tijekom krede pokrivalo središnji dio Sjeverne Amerike. S. osborni je možda radije nastanjivao staništa dalja od mora.
S. angustirostris je bio jedan od najvećih biljoždera formacije Nemegt, koju nisu nastanjivali veliki rogati dinosauri, već sauropodi, a također je imala i raznolikiju teropodsku faunu. S. angustirostris je koegzistirao s rijetkim hadrosaurom s krijestom, rodom Barsboldia, zatim s pahicefalosaurom ravne glave, Homalocephaleom, pahicefalosaurom kupolaste glave, Prenocephaleom, velikim ankilosauridom Tarchiom, rijetkim saltasauridima Nemegtosaurusom i Opisthocoelicaudiom, alvarezsauridom Mononykusom, s tri različita trudontida, uključujući rod Saurornithoides, nekoliko vrsta oviraptosaura, uključujući rodove Rinchenia i Nomingia, s ornitomimosaurima Gallimimusom i Deinocheirusom, terizinosauridom Therizinosaurusom, srodnikom tiranosaurida Bagaraatanom i s tiranosauridom Tarbosaurusom. Za razliku od ostalih mongolskih formacija poput poznate formacije Djadochta, koju su nastanjivali Velociraptor i Protoceratops, formacija Nemegt bila je dobro opskrbljena vodom, kao i formacija Dinosaur Park u Alberti.

## Paleobiologija
Kao hadrosaurid, Saurolophus je bio velik dvonožan/četveronožan biljožder koji se hranio raznim biljkama. Lubanja mu je omogućavala kretnje slične žvakanju, a zubi su mu se konstantno nadoknađivali i bili su zbijeni u zubne baterije[kakve baterije?] od nekoliko stotina zuba, od kojih je u svako vrijeme koristio samo mali broj. Biljke je skupljao širokim kljunom, a držao ih je u ustima pomoću struktura sličnih obrazima. Mogao se hraniti od razine tla do visine od 4 metra. Kao čest biljožder u svom staništu, S. angustirostris je bio vrlo bitan biljožder u formaciji Nemegt, ali S. osborni je bio rijedak u formaciji Horseshoe Canyon i konkurencija su mu bili ostali dinosauri s pačjim kljunom (Edmontosaurus i Hypacrosaurus). Usporedbe koštanih prstenova u oku Saurolophusa i današnjih ptica pokazale su da je moguće da su oni bili katermalni, odnosno aktivni tijekom dana u kratkim intervalima.

### Krijesta
Upadljiva lubanja roda Saurolophus interpretira se na više načina, a moguće je da je imala više od jedne funkcije. Brown ju je usporedio s krijestom kameleona i pretpostavio da je mogla služiti kao područje za koje su se vezivali mišići i kao točka vezivanja nekoštane strukture kao kod baziliska. Peter Dodson je slične osobine kod ostalih dinosaura s pačijim kljunom protumačio kao sredstva spolne identifikacije. Maryańska i Osmólska, obrativši pažnju na šuplju osnovu, predložile su da je krijesta povećavala površinu nosne šupljine, te pomagala u termoregulaciji. James Hopson je podržao njenu funkciju u vizualnoj signalizaciji, ali je spomenuo i mogućnost postojanja kožnih tvorevina na nosnicama koje bi se mogle napuhati, te bi tako služile kao rezonatori i u svrhu dodatne vizualne signalizacije. Mnogi autori popularnih djela o dinosaurima prihvatili su tu ideju - na primjer David B. Norman, koji je mnogo diskutirao o pokazivanju kod hadrosaurida i uključio i restauraciju u kojoj je prikazana upravo ta aktivnost kod tih životinja.

## Vanjske poveznice
- Saurolophus, iz Natural History Museuma  Arhivirana inačica izvorne stranice od 19. veljače 2009. (Wayback Machine)